# Jake Eberts
Jake Eberts (Montreal, 10 de julio de 1941 - ibídem, 6 de septiembre de 2012) fue un productor de películas, ejecutivo y financiero canadiense. Conocido por las tomas de riesgo y producción de películas de alta calidad incluidas las premiadas como Chariots of Fire (1981), Gandhi (1982), Dances with Wolves (1990) y la exitosa caricatura animada Chicken Run (2000).

## Vida y carrera
Nacido como John David Eberts en Montreal, Quebec, Jake Eberts creció en Montreal y Arvida. Asistió a la Bishop's College School en Lennoxville, Quebec y se graduó de la Universidad de McGill (Licenciado de Ingeniería Química 1962) y Harvard Business School (máster en gestión de empresas 1966). 
La carrera de trabajador de Ebert comenzó como un ingeniero de arranque para L'Air Liquide (web) en España, Italia, Alemania y Francia. Él entonces pasó tres años como un inversionista del Wall Street. Él se mudó a Londres, Inglaterra en 1971, donde se unió a Oppenheimer & Co., llegando a la posición de director gerente de la compañía de inversión y correduría del Reino Unido en 1976.

## Con Goldcrest Films
Sin interés evidente previo al cine, alrededor de 1977, se dirigió a la financiación de películas, y se unió a David Puttnam en la fundación de Goldcrest Films, una compañía de producción de películas independiente, para el que se desempeñó como presidente y CEO (Director ejecutivo). Su primera iniciativa fue la película animada Watership Down.
Si bien con la empresa, en 1979 hizo una desastrosa inversión personal de US$750,000 en Zulu Dawn, que le llevaría casi una década recuperarse de esto. Obviamente aprendió mucho de este contratiempo, como la producción de la compañía fue en su mayor parte excepcional y financieramente gratificante, con tales otras películas a su crédito como The Howling, Chariots of Fire, Local Hero, Gandhi, The Killing Fields y The Dresser. Chariots of Fire (Carros de fuego) y Gandhi ganaron uno seguido del otro el Óscar en 1981 y 1982 respectivamente, y en el período comprendido entre 1977 y 1983 las películas de la empresa recibieron 30 nominaciones a los Óscar y ganaron 15. Él desarrolló una reputación como un astuto y hábil financiero. En lugar de buscar nuevos talentos, eligió a los directores de apoyo establecidos, como Sir Richard Attenborough, Roland Joffé, Jean-Jacques Annaud, John Boorman, muchos de los cuales han trabajado con él en varias fotografías.
Él renunció a la empresa en 1984, pero regresó un año más tarde para tratar de rescatarla financieramente. Desde su temprano éxito de unos pocos años antes, cuando fue visto como un posible salvador de la industria cinematográfica británica, la empresa se había señalado al borde de la quiebra por el fracaso de las tres películas de alto presupuesto Revolution, La misión y Absolute Beginners, todas en 1985-1986.
Eberts continuó hasta 1987, cuando dimitió por última vez. La empresa continúa en virtud de la nueva propiedad. Eberts detalló la catástrofe en su autobiografía de 1990, My Indecision is Final: The Spectacular Rise and Fall of Goldcrest Films (Mi indecisión es definitiva: el espectacular ascenso y caída de Goldcrest Films), (coescrita con Terry Ilott).
Falleció el 6 de septiembre de 2012, a los 72 años, tras haber padecido una melanoma ureal,

## Honores
- Oficial de la Orden de Canadá en 1992.